# كارل أوسكار بورغ
كارل أوسكار بورغ (بالسويدية: Carl Oscar Borg؛ بالإنجليزية: Carl Oscar Borg) هو رسام ومنتج أفلام سويدي وأمريكي، ولد في 3 مارس 1879 في Grinstad ‏ في السويد، وتوفي في 8 مايو 1947 في سانتا باربارا في الولايات المتحدة.

## وصلات خارجية
- كارل أوسكار بورغ على موقع IMDb (الإنجليزية)
- كارل أوسكار بورغ على موقع قاعدة بيانات الفيلم (الإنجليزية)

- كارل أوسكار بورغ على موقع أوليمبيديا (الإنجليزية)